# Tajuplná příroda
Tajuplná příroda (v anglickém originále Weird Nature) je britský dokumentární cyklus z roku 2002, produkovaný společností John Downer Productions pro televize BBC a Discovery Channel. Dokument se zabývá zvláštnosti živočišné říše. Má šest dílů, které byly premiérově vysílány od 21. března do 25. dubna 2002.

## Seznam dílů
1. Krása pohybů
2. Nevyzpytatelná obrana
3. Bizarní rozmnožování
4. Fascinující způsoby obživy
5. Neobvyklá partnerství
6. Podivuhodné lektvary